# Anna Odobescu
Anna Odobescu (født 3. december 1991 i Dubăsari) er en moldovisk sanger. Hun repræsenterede sit land i Eurovision Song Contest 2019 med sin sang "Stay". Hun vandt det nationale udvælgelsesshow O melodie pentru Europa den 2. marts 2019.